# Liste der Biografien/Pof
Liste der Biografien |
Portal Biografien |
Personensuche
# |
A |
B |
C |
D |
E |
F |
G |
H |
I |
J |
K |
L |
M |
N |
O |
P |
Q |
R |
S |
T |
U |
V |
W |
X |
Y |
Z |
?
 
Pa |
Pc |
Pe |
Pf |
Ph |
Pi |
Pj |
Pk |
Pl |
Pm |
Pn |
Po |
Pr |
Ps |
Pt |
Pu |
Pv |
Pw |
Py
 
Poa |
Pob |
Poc |
Pod |
Poe |
Pof |
Pog |
Poh |
Poi |
Poj |
Pok |
Pol |
Pom |
Pon |
Poo |
Pop |
Por |
Pos |
Pot |
Pou |
Pov |
Pow |
Pox |
Poy |
Poz
Die Liste der Biografien führt alle Personen auf, die in der deutschsprachigen Wikipedia einen Artikel haben. Dieses ist eine Teilliste mit 11 Einträgen von Personen, deren Namen mit den Buchstaben „Pof“ beginnt.

## Pof

### Pofa
- Pofalla, Ronald (* 1959), deutscher Politiker (CDU), MdBRonald Pofalla (* 1959)

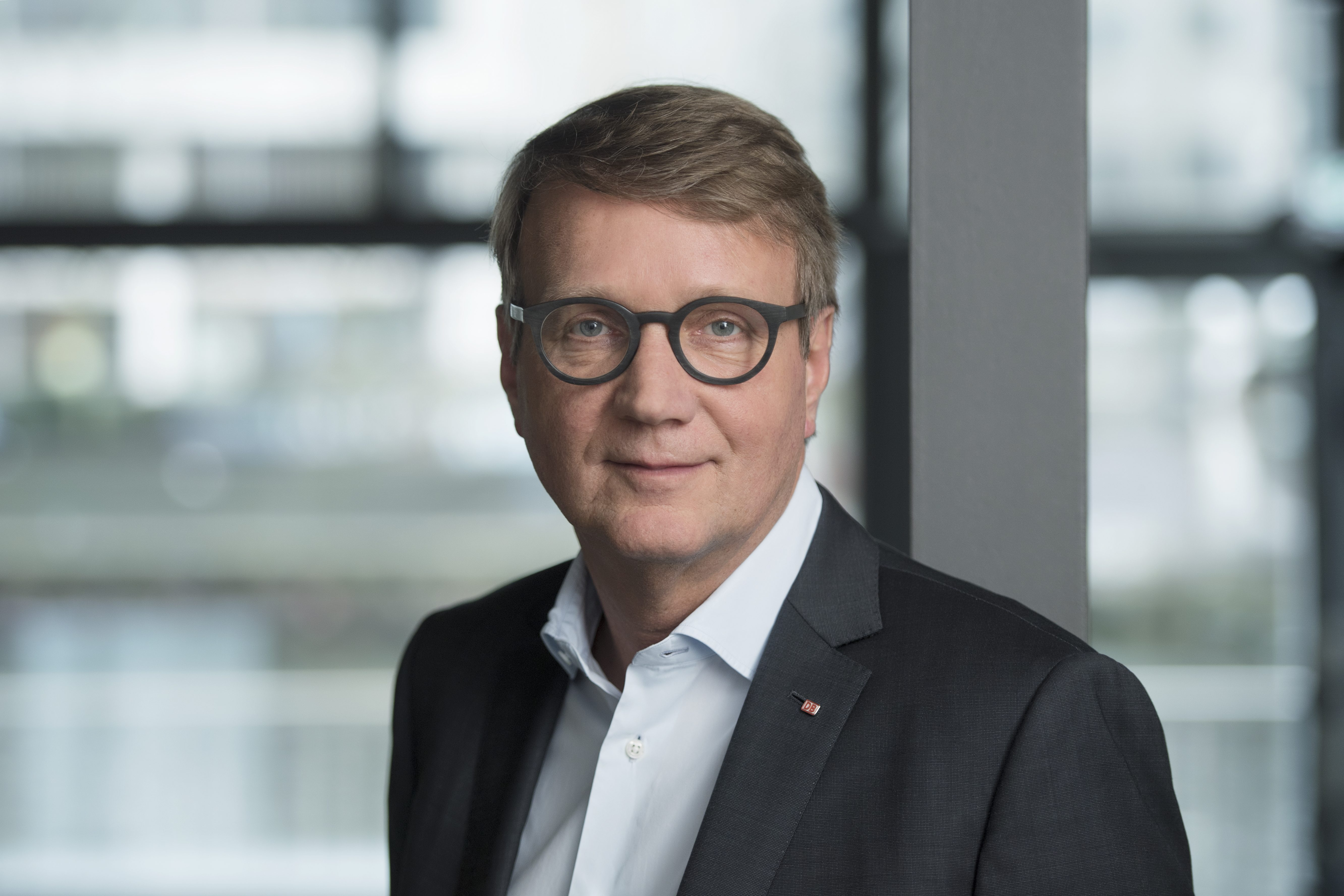
Ronald Pofalla (* 1959)

### Poff
- Poff, Richard Harding (1923–2011), US-amerikanischer Jurist und Politiker
- Poffé, Lucien, belgischer Radrennfahrer
- Pöffel, Adolf (1914–1961), deutscher antifaschistischer Widerstandskämpfer und KPD- und SED-Funktionär
- Poffenberger, Albert Theodore (1885–1977), US-amerikanischer Psychologe
- Poffenroth, David (* 1990), kanadischer Biathlet
- Poffet, Ingeborg (* 1965), Schweizer Akkordeonistin, Sängerin und Komponistin
- Poffet, Michel (* 1956), Schweizer Jazzmusiker (Kontrabass, Bassgitarre)
- Poffet, Michel (* 1957), Schweizer Degenfechter
- Poffo, Angelo (1925–2010), US-amerikanischer Wrestler und Promoter
- Poffo, Lanny (1954–2023), US-amerikanischer Wrestler und Dichter